# Lamia (zespół muzyczny)
Lamia – kazachska grupa heavymetalowa działająca w latach 1989–1994. Był to jeden z pierwszych zespołów tworzących muzykę metalową w Związku Radzieckim. Chociaż zdołano nagrać jedynie jedno demo, zainteresowanie zespołem wzbudzał fakt, że w jego składzie grały same kobiety. Jednym z założycieli oraz liderem grupy była Natalia Terechowa.
Nazwa zespołu miała być nawiązaniem do występującej w mitologii greckiej Lamii (gr. Λάμια), czyli potwora o kobiecej postaci, który pożerał dzieci i młodych mężczyzn podstępnie zwabionych jej złudną pięknością.

## Skład zespołu[1][2][3]

### Pierwszy skład zespołu
- Natalia Terechowa – gitara elektryczna
- Olga Piłjugina – gitara basowa
- Ełena Tałjanowa – wokal
- Irina Goreczkaja – gitara elektryczna
- Irina Gorbatkowa – perkusja

### Drugi skład zespołu
- Natalia Terechowa – gitara elektryczna
- Olga Piłjugina – gitara basowa
- Natałia Didenko – wokal
- Tatjana Borozdina – wokal
- Irina Goreczkaja – gitara elektryczna
- Marina Michajłowa – perkusja

## Dyskografia
- Lamia (1990)[2][1]
  1. Время летучих мышей (fon. Wjema petjuczich Myszej; pol. Czas nietoperzy)
  2. Дорога в Ад (fon. Doroga w Ad; pol. Droga do piekła)
  3. Я буду продолжать рок-н-ролл (fon. Ja budu prodołżat rok-n-roł; pol. Będę kontynuować rock and roll)
  4. Обратный взгляд (fon. Obratnyj wzgład; pol. Odwrócone spojrzenie)
  5. Железная леди (fon. Żełaznaja łjedi; pol. Żelazna dama)
  6. Halloween
  7. Priest (pol. Ksiądz)